# شفيق شاروبيم
شفيق شاروبيم (4 نوفمبر 1894 - 1975) هو فنان مصري انطباعي وطبيعي مشهور برسمه لوحة "مصر المسالمة والهادئة في القرن الماضي". أحب شاروبيم الطبيعة بكل أشكالها وأظهرت لوحاته حبًا كبيرًا للبحر والصحراء وشعب مصر. ترك شاروبيم إرثًا لأكثر من 186 لوحة.

## حياته
درس شفيق شاروبيم الرسم في أكاديمية الفنون الجميلة في روما. عاش في باريس وروما لبضع سنوات حيث رسم وعرض فنه، وكرس حياته للرسم.
دفع حب شاروبيم للحرية وشغفه الفني إلى رسم مشاهد من الحياة اليومية في مصر. رسم الصيادين والقرويين والحيوانات والعديد من المواطنين الشاركين في حب الطبيعة والحرية. تُظهر لوحاته النيل والمزارع والأطفال والحيوانات وكل المناظر الطبيعية التي يجدها المرء في الحياة الريفية. أحب شاروبيم رسم البحر، وكان يحب البحر الأبيض المتوسط وقواربه وسائحيه وصياديه. تهدف لوحاته إلى إظهار مصر الجميلة والرومانسية والهادئة حيث كانت الحياة بسيطة والناس مرتاحون.
أحب شاروبيم لبنان وعاش هناك لبضعة أشهر كل عام. وأحب أيضًا رسم قراها ومقاهيها ووديانها وأهلها.
نصح شاروبيم الفنانين الشباب بأن يظلوا منشغلين دائمًا لأنه يعتقد أن الفنان المشغول هو فنان سعيد. كما نصحهم بالعمل الجاد والرسم كل يوم والالتزام بجدول زمني. اعتاد أن يستيقظ في الخامسة صباحًا ويرسم حتى الظهر كل يوم.

## لوحاته
برع شاروبيم في اللوحات الصغيرة ذات الأبعاد المعتدلة والألوان الدافئة والنسب والتصميم الرائع. بعض لوحاته الأكثر شهرة هي:

### مصر
- صياد يستريح، 1966.
- السباحة في جيربا عام 1946.
- عائم على النيل، 1956.
- فرع النيل الصغير بالزمالك، 1954.

### لبنان
- مقهى الحاج الياس بلبنان، 1950
- بيت بقرية ماري بلبنان، 1950
- ضهور الشوير بلبنان، 1950

## أنظر أيضا
- المصريون